# Zayatulak și Hyuhylu
Zayatulak și Hyuhylu (în bașchiră Заятүләк менән Һыуhылыу, în tătară Заятүләк белән Сусылу, Түләк, Түләк китабы) este o epopee, combinând proza cu poezia, aparținând poporului tătar și bașkir din Bașkortostan, Rusia. Este considerată una dintre cele mai vechi epopei ale bașkirilor și tătarilor.
Personajele principale se numesc Zayatulak și Hyuhylu.

## Rezumat
La începutul epopeii, Zayatulak se aruncă într-un lac în care trăiește o sirenă numită Hyuhylu. Epopeea se încheie cu moartea lui Hyuhylu, care îl aștepta pe Zayatulak, în timp ce acesta călărea un tulpar (un cal legendar înaripat). Mai avea o zi până să ajungă la Hyuhylu. La scurt timp după aceea, Zayatulak se sinucide în mormântul lui Hyuhylu.

## Locuri geografice numite în epopee
Acțiunea epopeii are loc în următoarele locuri din districtul Davlekanovsky, Bashkortostan:
- Muntele Balkan-Tau (Zayatulaktau)
- Lacul Kandrykul
- Lacul Aslikul